# David Nyhlén
David Nyhlén (...) è un giocatore di football americano svedese che gioca nel ruolo di kicker per i Carlstad Crusaders.

## Palmarès
- 4 SM-Final (Carlstad Crusaders, 2016, 2017, 2020, 2024)